# Rhinotermitidae
Die Rhinotermitidae sind eine Familie von Termiten (Isoptera). Sie ist weltweit verbreitet.

## Merkmale
Diese Termitenfamilie umfasst Arten, bei denen die Soldaten am Kopf eine Öffnung tragen, die als Fontanelle bezeichnet wird. Durch eine spezielle, unpaarige Drüse innerhalb der Kopfkapsel, die Frontaldrüse genannt wird, aber bis ins Abdomen reichen kann, können giftige oder stark klebrige Sekrete produziert werden. Diese werden durch die Fontanelle auf Feinde gesprüht oder geschleudert. Zusätzlich können auch die Mandibeln dazu eingesetzt werden, den Feinden Bisswunden beizubringen, durch die die giftigen Sekrete eindringen können.
Bei der Unterfamilie Rhinotermitinae haben die Arten ein verlängertes bürstenartiges Labrum, mit dem sie nach einem Biss giftige Flüssigkeiten in die Wunde schmieren können.
Alle Arten der Rhinotermitidae besitzen acht Malpighische Schläuche als Exkretionsorgan und verschiedene kurze Abschnitte vor der Kammer des Enddarms, in dem die Holzverdauung mit Hilfe symbiontischer Protozoen, Bakterien und Archaebakterien stattfindet.

## Verbreitung
Die Familie der Rhinotermitidae ist eine der am weitesten verbreiteten Termitenfamilien. Ihr Verbreitungsgebiet umfasst die tropischen, subtropischen und gemäßigten Zonen. Die meisten der 345 Arten dieser Familie leben in warmen Gebieten, es kommen aber auch sieben Arten in Europa vor, so unter anderem im südlichen England und Deutschland. In den USA sind sie in allen Bundesstaaten mit Ausnahme von Alaska vertreten.

## Lebensweise
Die Bauten dieser Termitenfamilie werden zwar im Boden angelegt, viele Arten ernähren sich jedoch von Holz. Die holzfressenden Arten können schweren Schaden an Häusern oder anderen hölzernen Strukturen anrichten. Es werden 345 Arten unterschieden, darunter finden sich auch die als Schädling eingeordneten Arten Coptotermes formosanus, Coptotermes gestroi und Reticulitermes flavipes. Andere Arten, speziell aus der Unterfamilie Psammotermitinae, fressen Gräser und gelten als Verursacher der so genannten Feenkreise in Graslandschaften.

## Systematik
- Unterfamilie Coptotermitinae Holmgren, 1910a (Synonym Arrhinotermitinae Sjöstedt, 1926)
  - Coptotermes
- Unterfamilie Heterotermitinae Froggatt, 1897 (Synonym Leucotermitinae Holmgren, 1910a)
  - Heterotermes
  - Reticulitermes
  - Tsaitermes
- Unterfamilie Prorhinotermitinae Quennedey & Deligne, 1975
  - Prorhinotermes
- Unterfamilie Psammotermitinae Holmgren, 1911
  - Psammotermes
- Unterfamilie Rhinotermitinae Froggatt, 1897
  - Acorhinotermes
  - Dolichorhinotermes
  - Macrorhinotermes
  - Parrhinotermes
  - Rhinotermes
  - Schedorhinotermes
- Unterfamilie Termitogetoninae Holmgren, 1910a
  - Termitogeton

Die Unterfamilie Stylotermitinae mit der Gattung Stylotermes wurde ausgegliedert und als eigene Familie Stylotermitidae etabliert.